# Petronax
Petronax (* um 670 in Brescia; † 7. Mai 747 im Kloster Monte Cassino) war von 717 bis zu seinem Tod Abt des Klosters Monte Cassino.

## Leben
Petronax lebte mit einigen Gleichgesinnten als Einsiedler in den Ruinen des zwischen 577 und 589 von den Langobarden zerstörten Klosters Monte Cassino. Von Papst Gregor II. erhielt er 717 die Anweisung, dieses Kloster wieder aufzubauen. Petronax wurde schließlich Abt des bis 720 wieder aufgebauten Klosters und geistiger Lehrer von Sturmius und Willibald. Er erhielt 742 neben zahlreichen Büchern das Original der Ordensregel des Heíligen Benedikt von Papst Zacharias.

## Gedenktag
Der Gedenktag des Petronax (katholisch) ist der 6. Mai.